# Zaselje, Pljevlja
Zaselje este un sat din comuna Pljevlja, Muntenegru. Conform datelor de la recensământul din 2003, localitatea are 62 de locuitori (la recensământul din 1991 erau 86 de locuitori).

## Demografie
În satul Zaselje locuiesc 55 de persoane adulte, iar vârsta medie a populației este de 51,8 de ani (48,7 la bărbați și 55,1 la femei). În localitate sunt 20 de gospodării, iar numărul mediu de membri în gospodărie este de 3,10.
Populația localității este foarte eterogenă.
|  |

| Demografie | Demografie | Demografie |
| An         | Locuitori  | Locuitori  |
| ---------- | ---------- | ---------- |
|            |            |            |
|            |            |            |
|            |            |            |
|            |            |            |
| 1948       | 102        |            |
| 1953       | 163        |            |
| 1961       | 143        |            |
| 1971       | 125        |            |
| 1981       | 106        |            |
| 1991       | 86         | 86         |
| 2003       | 65         | 62         |

| \| Componența etnică conform recensământului din 2003[2] \| Componența etnică conform recensământului din 2003[2] \| Componența etnică conform recensământului din 2003[2] \| Componența etnică conform recensământului din 2003[2] \| Componența etnică conform recensământului din 2003[2] \| \| ----------------------------------------------------- \| ----------------------------------------------------- \| ----------------------------------------------------- \| ----------------------------------------------------- \| ----------------------------------------------------- \| \| \| \| \| \| \| \| Sârbi \| Sârbi \| \| 32 \| 51,61% \| \| Musulmani \| Musulmani \| \| 14 \| 22,58% \| \| Bosniaci \| Bosniaci \| \| 10 \| 16,12% \| \| Muntenegreni \| Muntenegreni \| \| 5 \| 8,06% \| \| necunoscută \| necunoscută \| \| 0 \| 0% \| |              |  |    |        |
| Componența etnică conform recensământului din 2003 |              |  |    |        |
| |              |  |    |        |
| Sârbi | Sârbi        |  | 32 | 51,61% |
| Musulmani | Musulmani    |  | 14 | 22,58% |
| Bosniaci | Bosniaci     |  | 10 | 16,12% |
| Muntenegreni | Muntenegreni |  | 5  | 8,06%  |
| necunoscută | necunoscută  |  | 0  | 0%     |